# Spanische Fußballnationalmannschaft (U-17-Junioren)
Die spanische U-17-Fußballnationalmannschaft ist eine Auswahlmannschaft spanischer Fußballspieler. Sie unterliegt dem Real Federación Española de Fútbol und repräsentiert ihn international auf U-17-Ebene, etwa in Freundschaftsspielen gegen die Auswahlmannschaften anderer nationaler Verbände, bei U-17-Europameisterschaften und U-17-Weltmeisterschaften.
Die Mannschaft wurde 1991, 2003 und 2007 Vize-Weltmeister, 1997 und 2009 wurde sie WM-Dritter.
Außerdem ist sie mit neun Titeln (1986, 1988, 1991, 1997, 1999, 2001, 2007, 2008 und 2017) die erfolgreichste Mannschaft bei U-16- beziehungsweise und U-17-Europameisterschaften.

## Teilnahme an U-17-Fußballweltmeisterschaften
(Bis 1989 U-16-Fußball-Weltmeisterschaft)
| 1985 | nicht qualifiziert |
| 1987 | nicht qualifiziert |
| 1989 | nicht qualifiziert |
| 1991 | 2. Platz           |
| 1993 | nicht qualifiziert |
| 1995 | Vorrunde           |
| 1997 | 3. Platz           |
| 1999 | Vorrunde           |
| 2001 | Vorrunde           |
| 2003 | 2. Platz           |
| 2005 | nicht qualifiziert |
| 2007 | 2. Platz           |
| 2009 | 3. Platz           |
| 2011 | nicht qualifiziert |
| 2013 | nicht qualifiziert |
| 2015 | nicht qualifiziert |
| 2017 | 2. Platz           |
| 2019 | Viertelfinale      |
| 2021 | –                  |
| 2023 | Viertelfinale      |
| 2025 | nicht qualifiziert |

## Teilnahme an U-17-Europameisterschaften
(Bis 2001 U-16-Europameisterschaft)
| 1982 | nicht qualifiziert |
| 1984 | nicht qualifiziert |
| 1985 | 3. Platz           |
| 1986 | Europameister      |
| 1987 | nicht qualifiziert |
| 1988 | Europameister      |
| 1989 | 4. Platz           |
| 1990 | Vorrunde           |
| 1991 | Europameister      |
| 1992 | 2. Platz           |
| 1993 | Viertelfinale      |
| 1994 | Vorrunde           |
| 1995 | 2. Platz           |
| 1996 | Vorrunde           |
| 1997 | Europameister      |
| 1998 | 3. Platz           |
| 1999 | Europameister      |
| 2000 | Viertelfinale      |
| 2001 | Europameister      |
| 2002 | 4. Platz           |
| 2003 | 2. Platz           |
| 2004 | 2. Platz           |
| 2005 | nicht qualifiziert |
| 2006 | 3. Platz           |
| 2007 | Europameister      |
| 2008 | Europameister      |
| 2009 | Vorrunde           |
| 2010 | 2. Platz           |
| 2011 | nicht qualifiziert |
| 2012 | nicht qualifiziert |
| 2013 | nicht qualifiziert |
| 2014 | nicht qualifiziert |
| 2015 | Viertelfinale      |
| 2016 | 2. Platz           |
| 2017 | Europameister      |
| 2018 | Viertelfinale      |
| 2019 | Halbfinale         |
| 2022 | Viertelfinale      |
| 2023 | Halbfinale         |
| 2024 | Vorrunde           |
| 2025 | nicht qualifiziert |